# Hans-Dieter Ihlenfeldt
Hans-Dieter Ihlenfeldt (Kiel, 7 de julio de 1932) es un botánico, profesor, y curador alemán.
Fue por largos años, curador del "Instituto de Botánica General" de la Universidad de Hamburgo.

## Algunas publicaciones

### Libros
- dieter j. von Willert, benno m. Eller, marinus j.a. Werger, enno Brinckmann, hans-dieter Ihlenfeldt. 2012. Life Strategies of Succulents in Deserts: With Special Reference to the Namib Desert. Cambridge Studies in Ecology. Edición reeditada de Cambridge University Press, 368 pp. ISBN 0-521-28709-X
- joachim Thiede, hans-dieter Ihlenfeldt. 2004. Sukkulentenforschung in Afrika: Festschrift Prof. Dr. Hans-Dieter Ihlenfeldt. Volumen 2 de Biodiversity & ecology. Editor Aschenbeck & Isensee Universitätsverlag, 250 pp.
- hans-dieter Ihlenfeldt. 1985. Lebensformen und Überlebensstrategien bei Sukkulenten. 15 pp.
- ----------------------------------. 1958. Entwicklungsgeschichtliche, morphologische und systematische Untersuchungen an Mesembryanthemen. 194 pp.

### Como editor
- 1990. Proceedings of the Twelfth Plenary Meeting of AETFAT, Hamburg, September 4-10, 1988: Comptes Rendus de la Douzieme Reunion Pleniere de L'AETFAT, Hambourg, 4-10 Septembre 1988. Eds. Hans-Dieter Ihlenfeldt, Plenary Meeting of AETFAT, Institut für Allgemeine Botanik, 484 pp.

## Eponimia
Género
- (Aizoaceae) Ihlenfeldtia H.E.K.Hartmann[2]

Especies
- (Crassulaceae) Crassula ihlenfeldtii Friedrich[3]
- (Pedaliaceae) Uncarina ihlenfeldtiana Lavranos[4]